# 血红肉果兰
血红肉果兰（学名：Cyrtosia septentrionalis），为兰科肉果兰属下的一个植物种。